# محمد فوزي (لاعب كرة قدم مواليد 1987)
محمد فوزي (بالهولندية: Mohammed Faouzi)‏ هو محامي ولاعب كرة قدم هولندي في مركز الهجوم، ولد في 3 سبتمبر 1987 في خاودا في هولندا. لعب مع نادي إكسلسيور.